# 伊格纳茨·塞佩尔博士广场
伊格纳茨·塞佩尔博士广场（德文：Dr.-Ignaz-Seipel-Platz）位于維也納1区，是历史悠久的维也纳老城区里历史和建筑上最著名的广场之一，其特点是旧维也纳大学的建筑所在地，拥有几乎封闭的巴洛克风格。该广场于1949年以教長和奥地利总理伊格纳茨·塞佩尔（Ignaz Seipel）命名。

## 名称
由于在新的维也纳大学主楼附近有另一条以维也纳大学命名的街道(Universitätsstraße)，因此该广场于1949年更名为伊格纳茨·塞佩尔博士广场。塞佩尔是奥地利第一共和国基督教社会党的主要人物之一。然而，由于他奉行对抗社会民主主义的政策，提倡家庭警卫并意图建立威权总统制，塞佩尔成为当代左翼的批判对象。在2013年历史学家委员会对所有维也纳街道名称的审查中，伊格纳茨·塞佩尔博士广场也被归类为需要进一步商榷的案例，这些案例中的人“展示了1918年之后，对反犹太主义和种族主义负有间接责任，或采取攻击性的反民主立场。”